# Fifteen (entreprise)
 (mars 2018).
Fifteen, anciennement Smoove est une entreprise française, fondée à Montpellier en 2008. Elle est désormais basée à Oullins avec un établissement industriel au sud de Lyon, qui conçoit, construit et distribue des systèmes de vélos en libre-service.

## Histoire
Après la mise en place du système Vélomagg' à Montpellier en 2006/2007, Smoove a installé des systèmes dans 25 villes dans le monde. L'entreprise a en 2016 un chiffre d'affaires de 10 M€ environ et une forte croissance stimulée par l'obtention du marché de Paris. 
Employant 70 personnes en 2018 sur deux sites, Montpellier et Lyon, Smoove est passée des mains de Deister Electronics (naissance en 2008), à Transdev en position d’actionnaire minoritaire (de 2010 à 2014) puis à Via-ID en 2015. Entrée en tant que minoritaire, Via-ID a pris la majorité dans le cadre la réalisation du contrat Vélib' Métropole. Via-ID est devenu actionnaire unique en mars 2019, Laurent Mercat laissant la présidence après 11 ans aux commandes de l'entreprise à Ludovic Bertrand du groupe Mobivia.[réf. nécessaire]
Le rapprochement avec Zoov en mars 2021 marque une nouvelle étape de son développement, afin de renforcer leur position commune sur le marché européen du vélo à assistance électrique en libre-service. En mars 2022, Smoove et Zoov annoncent la création d'une nouvelle entité commune baptisée Fifteen. Ce nom est un clin d'œil au concept de « la ville du quart d'heure », selon lequel l'ensemble des activités essentielles (santé, travail, école, courses alimentaires) doivent pouvoir être réalisées facilement à l'échelle d'un quartier, de manière à limiter la plupart des déplacements à 15 minutes.
En mars 2022, un an après le rapprochement de Smoove avec Zoov, les deux entreprises adoptent une identité commune sous le nom de Fifteen.
Le 24 mai 2023, Fifteen inaugure une nouvelle ligne d’assemblage à Auxi-le-Château.

## Activité
La compagnie produit des stations légères vélos libre-service, qui ne requièrent quasiment pas de génie civil et pas de raccordement électrique. La pièce maîtresse, le cadenas, codéveloppé par la société Mavic, réside sur le vélo, dans la fourche. Il sécurise le vélo dans les diapasons en station, et hors station, bloque un câble qui s'escamote dans le cadre. 
Ce système fait partie des services de location de bicyclettes en libre-service qui ne sont pas reliés à une offre publicitaire. En effet, la régie est assurée par une équipe locale, TaM Montpellier 3M à Montpellier, Orizo à Avignon et Citéa à Valence et Romans-sur-Isère, la STAS à Saint-Étienne. Smoove est le principal concurrent de JCDecaux (Cyclocity) dans le secteur. Le projet Vélib' Métropole est exploité par l'entreprise Smovengo dont Smoove est actionnaire avec 3 autres partenaires (Mobivia, Indigo Infra et Moventia).

### Systèmes installés

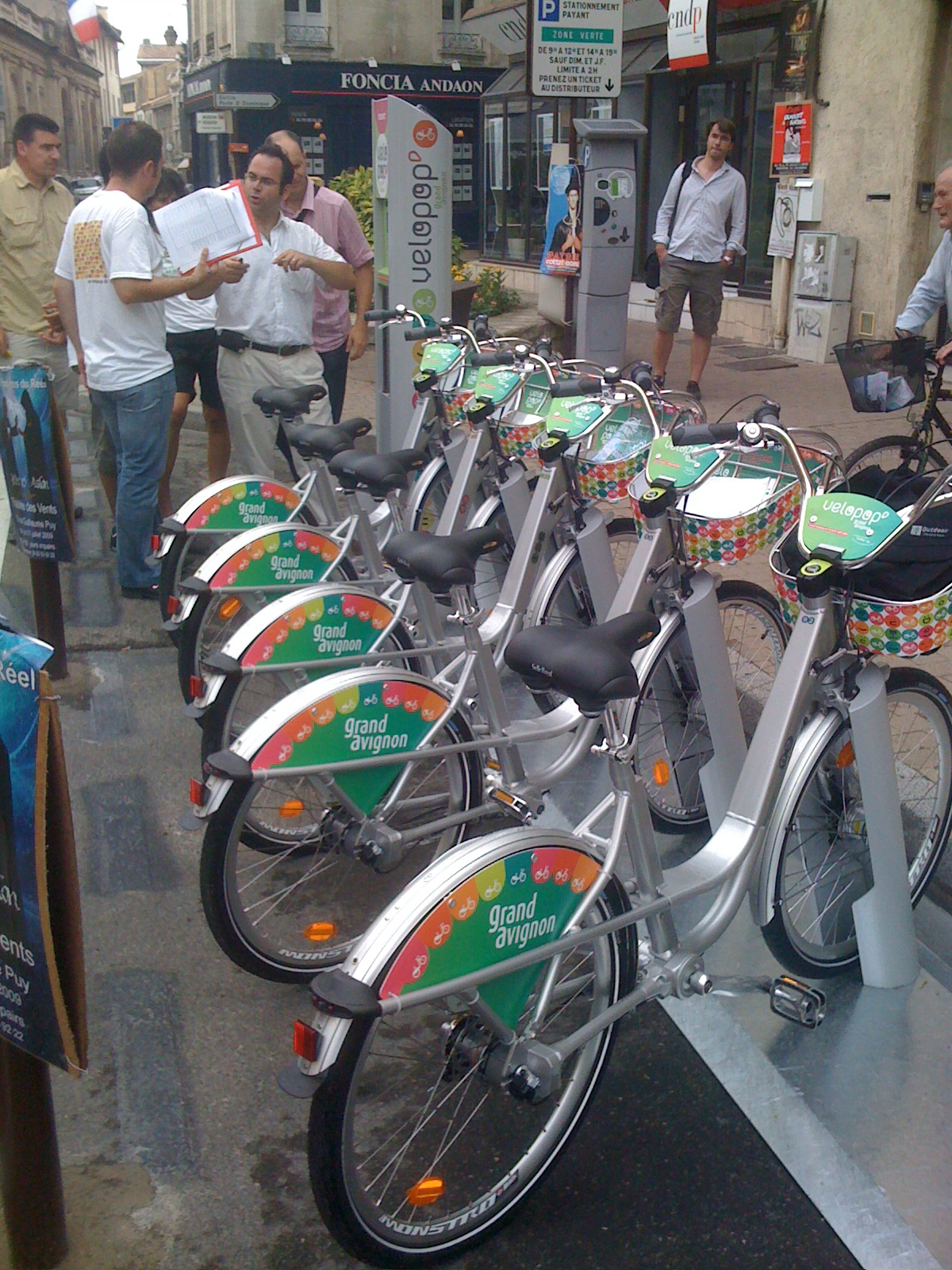
Station Vélopop' à Avignon.

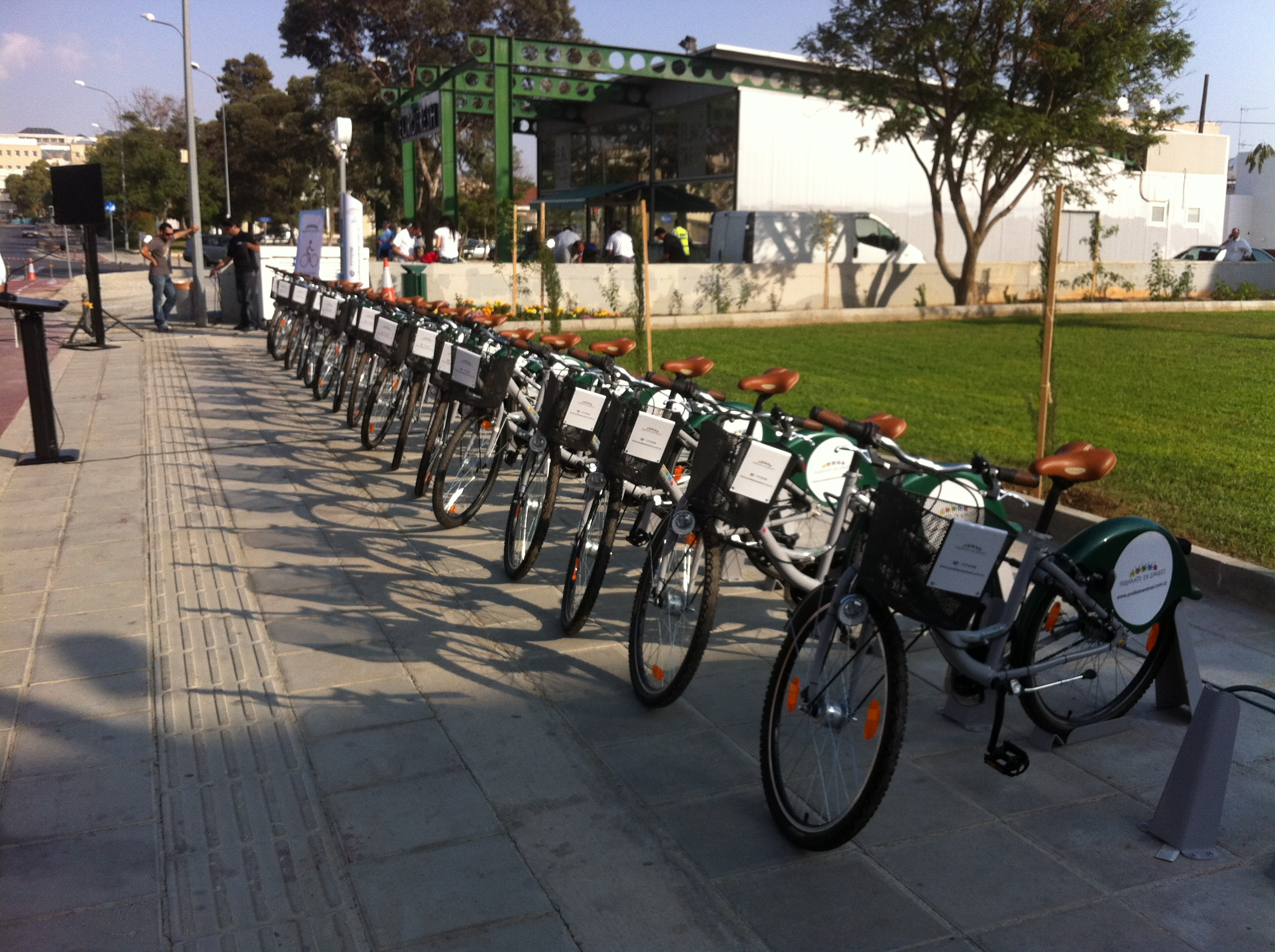
Bike in Action, Nicosie.

- Vélomagg' est le système de vélos en libre-service de Montpellier.
- Paris avec le nouveau Vélib' Métropole qui remplace en janvier 2018 le service mis en place par JCDecaux en 2007. L'installation des nouvelles stations prend cependant beaucoup de retard, ce pour quoi Smoove d'une part, les élus parisiens et JCDecaux d'autre part, se rejettent la faute mutuellement[11],[12].
- City Bike Finland Helsinki, Finlande[13], comptant plus 2000 vélos en 2018 avec une extension sur la ville voisine de Espoo.
- Velobike (Moscou), 2750 vélos, 4000 diapasons répartis sur 150 stations, lancement en juin 2014[14].
- Métrovélo à Grenoble.
- La ville de Nicosie à Chypre est équipée de Bike in Action depuis octobre 2011[15],[16].
- Twisto Vélolib' est le système de vélos en libre-service de Caen[17]

## Galerie photographique

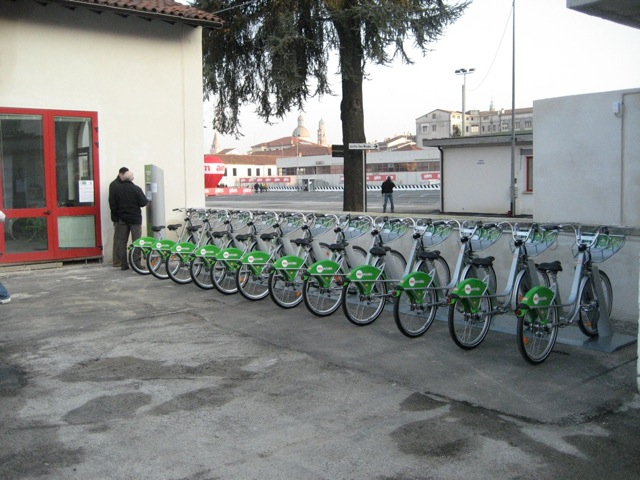
Une station à Vicence.
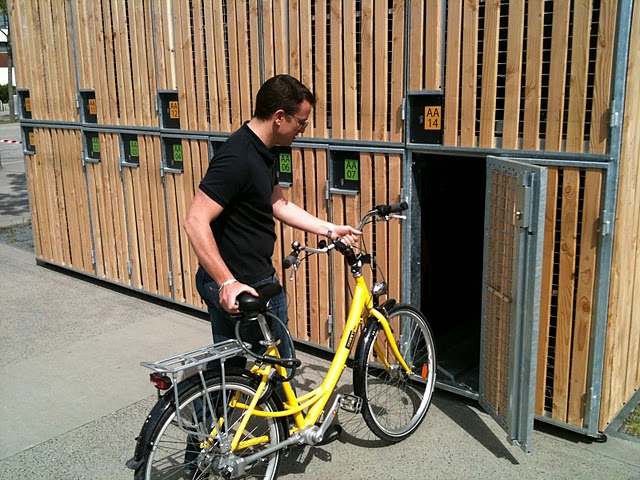
Un Métrovélo à Grenoble.
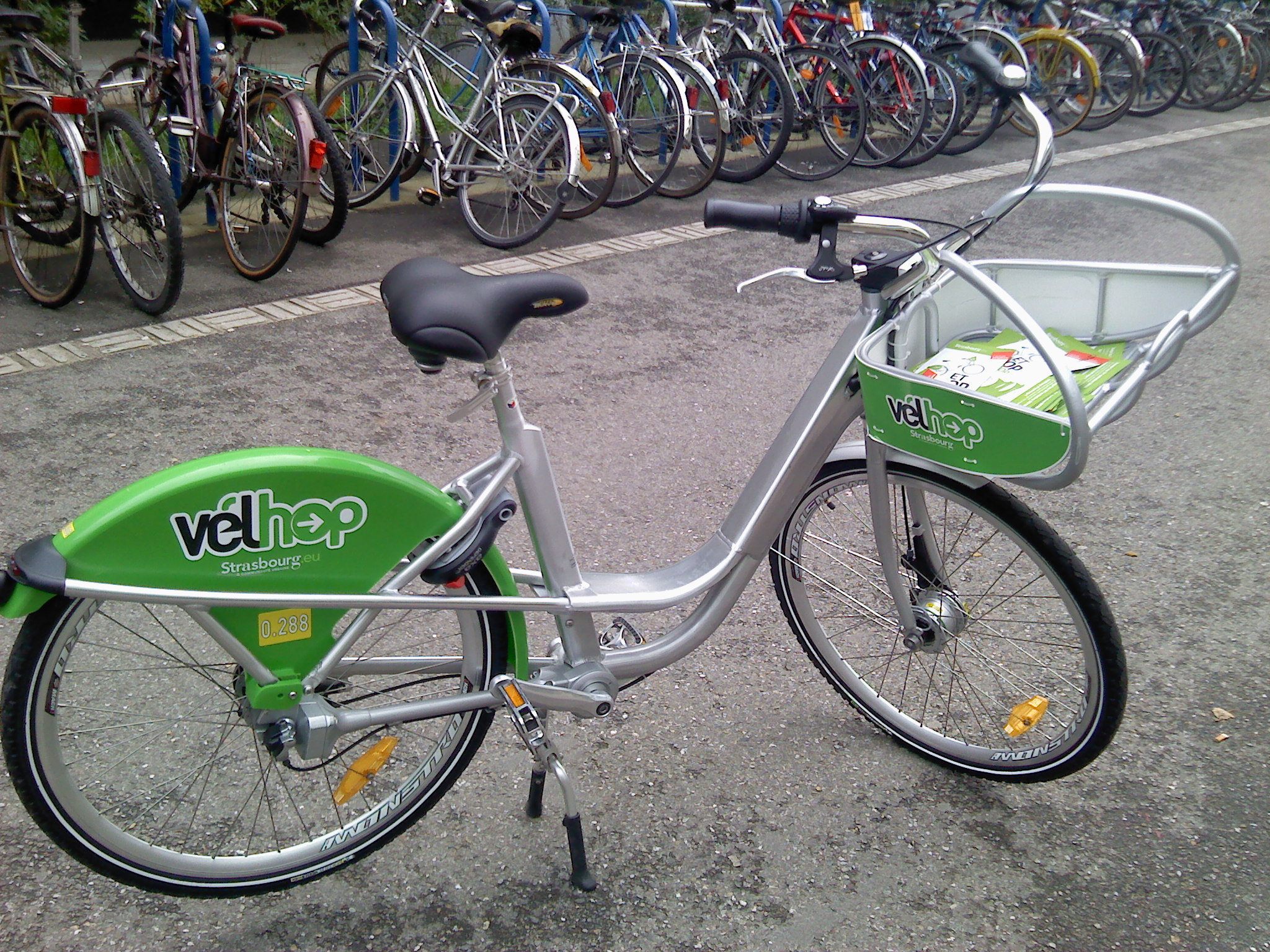
Un Vélhop à Strasbourg.

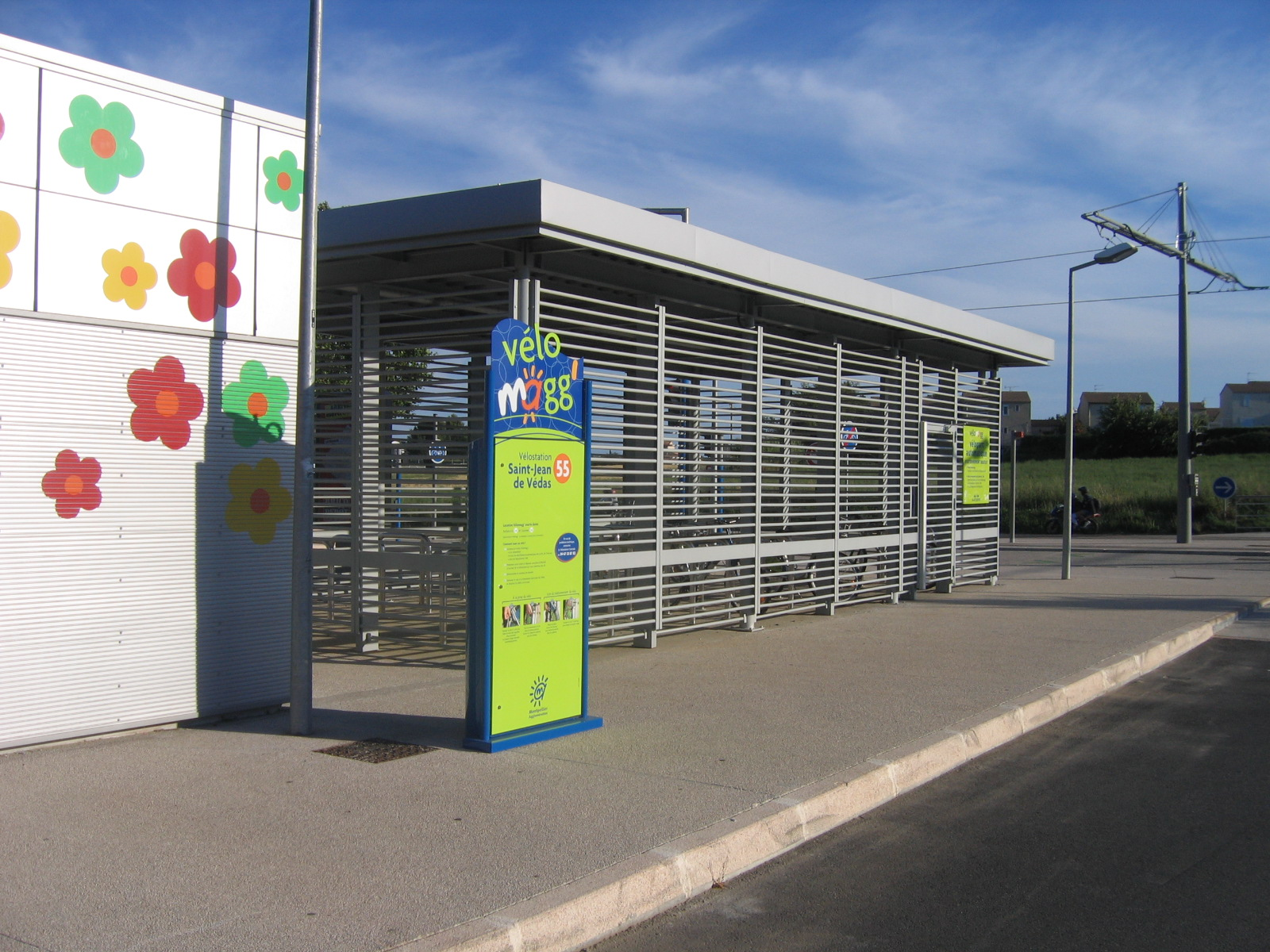
Véloparc.
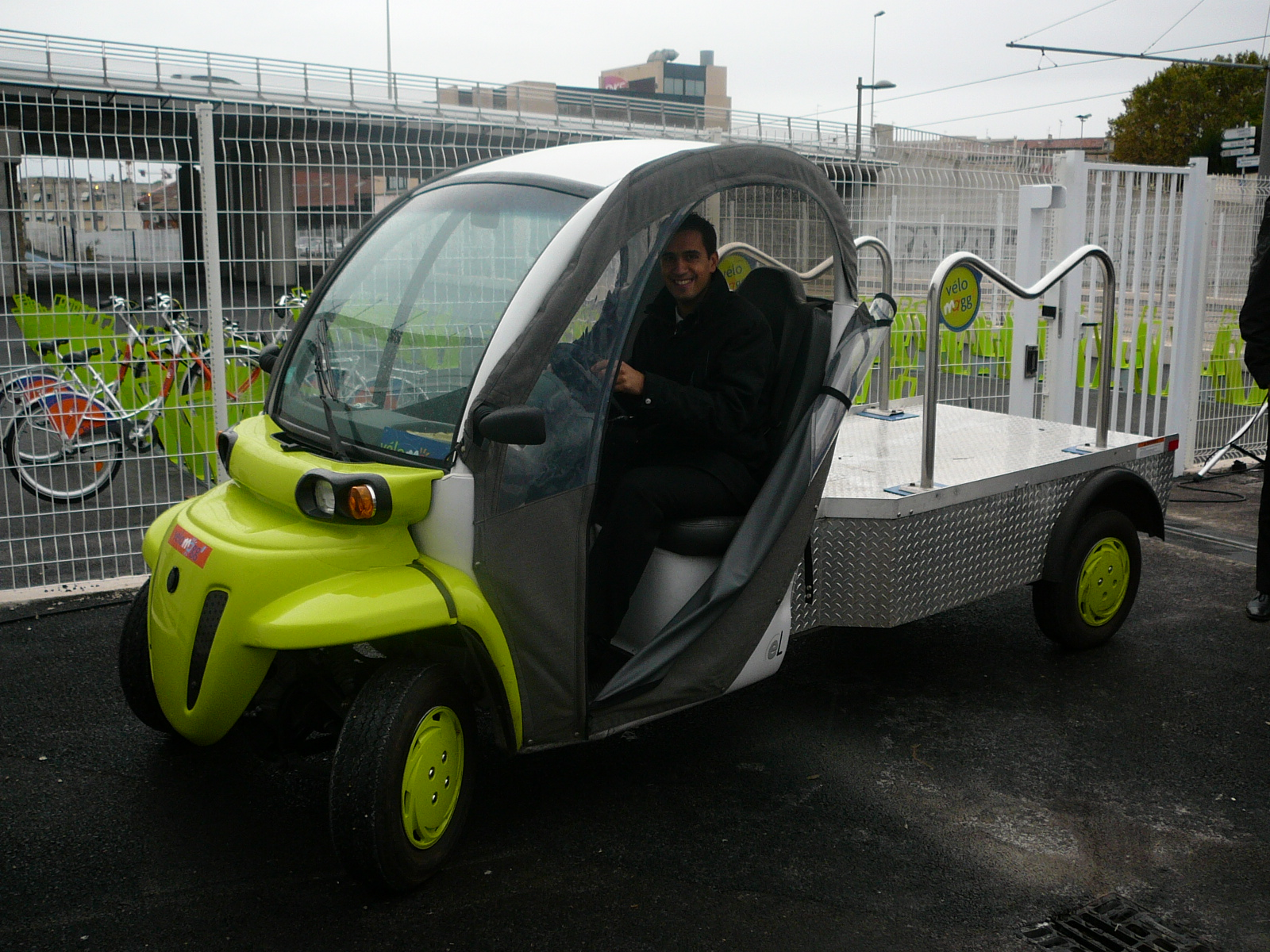
Réassort Vélomagg' par véhicule électrique.
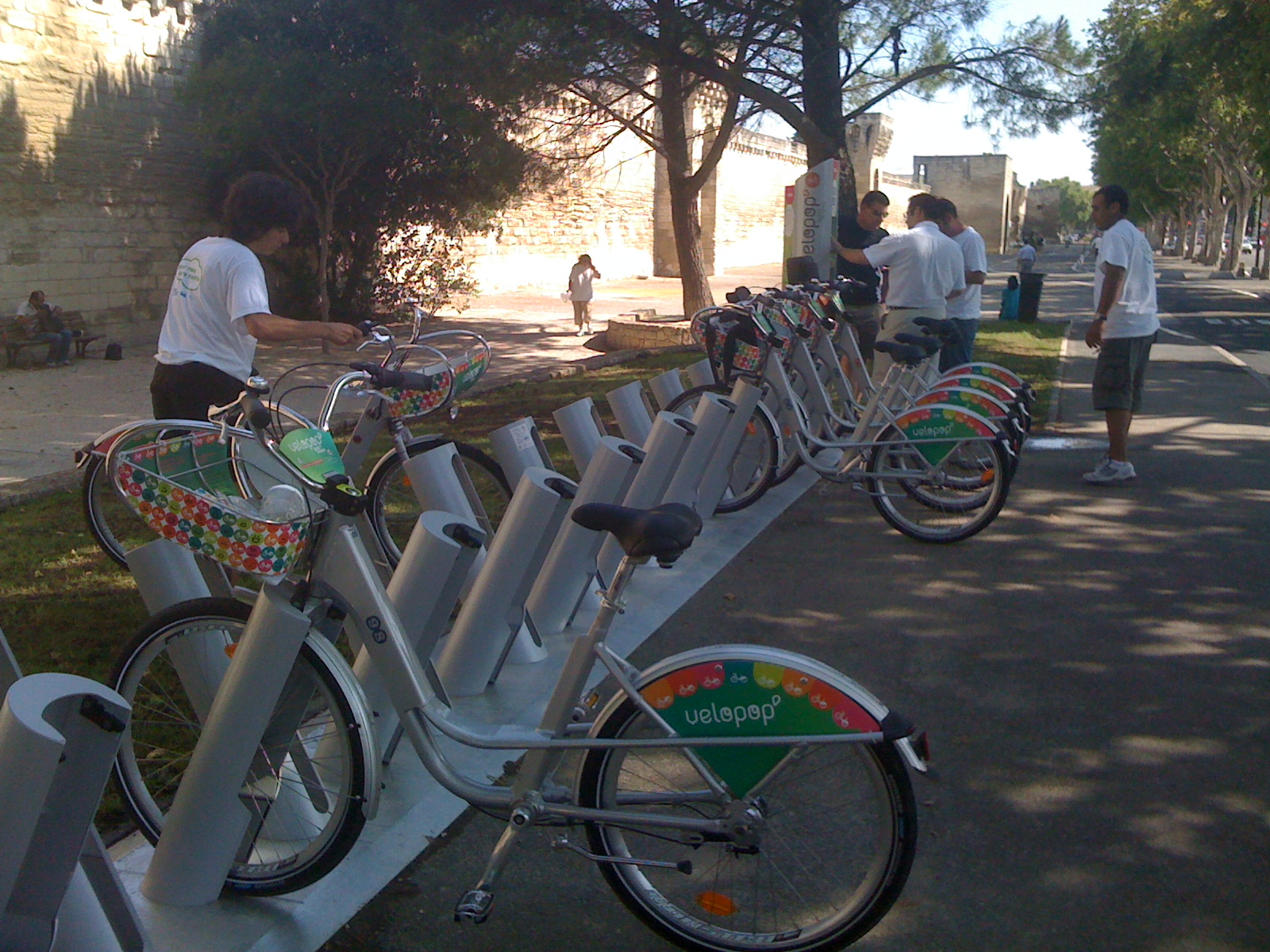
Une station Vélopop' à Avignon.
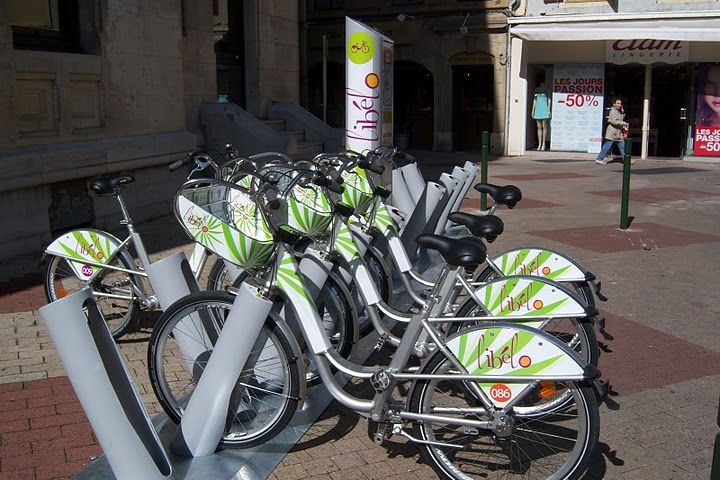
Une station Libélo à Valence.